# ويم ماير (سياسي)
ويم ماير (بالهولندية: Wim Meijer)‏ هو سياسي هولندي، ولد في 1923، وتوفي في 2001. حزبياً، نشط في Pacifist Socialist Party ‏. وقد انتخب عضو مجلس نواب هولندا ‏.